# I Travel
I Travel är en låt av den brittiska gruppen Simple Minds utgiven 1980 som den första singeln från albumet Empires and Dance.
Låten skildrar erfarenheter från att resa runt i Europa, där sångaren och textförfattaren Jim Kerr särskilt tog intryck av den påtagliga kontrasten mellan öst och väst i Berlin. Textraden "language problem" syftar på politik.
Låten återutgavs som singel från samlingsalbumet Celebration 1982 och en tredje gång av gruppens nya skivbolag Virgin Records 1983, men den tog sig aldrig in på brittiska singellistan.

## Utgåvor
7" singel Zoom Arista ARIST 372 1980
1. I Travel (edit) (3.06)
2. New Warm Skin (4.36)

utgiven med en bonus flexidisc Zoom Arista ARIST 372c:
1. Kaleidoscope  (4:15)
2. Film Theme Dub  (1:26)

12" singel Zoom Arista ARIST 12372 1980
1. I Travel [Extended] (6:13)
2. Kaleidoscope  (4:15)
3. Film Theme  (2:25)

7" singel Zoom Arista ARIST 448 1982
1. I Travel [Edit] (3:19)
2. Thirty Frames A Second [Live] (5:06)

12" singel Zoom Arista ARIST 12448 1982
1. I Travel [Extended] (6:13)
2. Thirty Frames A Second [Live]    (5:06)
3. I Travel [Live]    (5:09)

12" singel Virgin VS 578-12 1983
1. I Travel [Extended] (6:13)
2. Film Theme  (2:27)

12" singel Virgin 600 796-213 (Tyskland) 1983
1. I Travel [Extended] (6:13)
2. Film Theme  (2:27)
3. New Gold Dream (81,82,83,84) [German 12" Remix] (6:52)